# Odkurzacz (program)
Odkurzacz – opracowany przez firmę FranmoSoftware bezpłatny, polski program narzędziowy na licencji freeware służący do oczyszczania komputera z niepotrzebnych plików, czyszczenia aplikacji oraz niepotrzebnych folderów systemu Windows. Wydany po raz pierwszy w 2003 roku.
Program był wskazywany jako jeden z kilku najlepszych programów czyszczących. Portal Dobreprogramy.pl wystawił Odkurzaczowi ocenę własną (redakcji) 4,5/5, a program został pobrany przez stronę portalu prawie 4 mln razy przy średniej ocenie 4,0/5 ponad 300 użytkowników do 2022 roku.

## Funkcje i działanie programu
Odkurzacz umożliwia wyłączenie zbędnych obiektów, programów uruchamianych wraz ze startem systemu Windows, usuwanie plików tymczasowych (cache), oczyszczanie komputera z niepotrzebnych programów, zbędnych plików, a także wyszukiwanie szkodliwych aplikacji w folderach i zbędnych folderów.
Odkurzacz rozpoznaje następujące typy zbędnych obiektów:
- obiekty tymczasowo utworzone i nie usunięte,
- obiekty internetowe (np.: z przeglądarek internetowych),
- tymczasowe kopie zapasowe zmian w plikach,
- tymczasowe kopie zapasowe wpisów do rejestru,
- przypadkowo zdublowane kopie plików z tego samego folderu,
- obiekty historii tworzone przy pracy z aplikacjami,
- raporty i dzienniki błędów aplikacji,
- obce składniki językowe (np.: arabskie, chińskie),
- przykładowe multimedia dołączone do aplikacji (nigdy użytkownika),
- obiekty zawierające zbędne informacje (np.: nowości zastosowane w programie),
- zrzuty pamięci w wyniku zawieszenia lub błędów aplikacji i systemu,
- obiekty uznane za niecenzuralne lub nieprzyzwoite (nieodpowiednie dla dziecka).